# Lisa Urech
Lisa Urech (ur. 27 lipca 1989) – szwajcarska lekkoatletka specjalizująca się w biegach przez płotki.
Bez sukcesów startowała w 2007 na mistrzostwach Europy juniorów w Hengelo oraz w 2008 podczas mistrzostw świata juniorów w Bydgoszczy. W 2009 odpadła w eliminacjach halowych mistrzostw Europy oraz zajęła szóstą lokatę na młodzieżowych mistrzostwach Europy. Wystartowała w Berlinie na mistrzostwach świata w 2009 jednak odpadła już w eliminacjach. Zimą 2010 dotarła do półfinału halowych mistrzostw świata, a latem zajęła siódma lokatę w finale biegu na 100 metrów przez płotki podczas mistrzostw Europy. Sezon 2011 rozpoczęła od półfinału halowych mistrzostw Europy, a latem została młodzieżową wicemistrzynią Europy. Na mistrzostwach świata w Daegu (2011) nie awansowała do finału. Medalistka mistrzostw Szwajcarii oraz reprezentantka kraju w drużynowych mistrzostwach Europy. 
Rekordy życiowe: bieg na 60 m przez płotki (hala) – 8,00 (21 lutego 2010, Magglingen); bieg na 100 m przez płotki (stadion) – 12,62 (3 lipca 2011, La Chaux-de-Fonds). Rezultat Urech ze stadionu do 2023 był rekordem Szwajcarii.